# Jan Vodička (lední hokejista)
Jan Vodička (13. února 1932, České Budějovice – 28. září 2014) byl československý hokejový brankář. Byl prvním brankářem v Československu, který používal v zápasech lapačku a po Vladimíru Nadrchalovi druhým brankářem v Československu, který nosil hokejovou masku.
13 sezon působil v Českých Budějovicích a byl jako náhradník u titulu v roce 1951. Zúčastnil se Zimních olympijských her 1956 v italském městě Cortina d'Ampezzo, kde československá hokejová reprezentace obsadila konečné 5. místo. Zemřel po krátké těžké chorobě v září 2014.
Lapačku si vypůjčil od kanadského brankáře Německé spolkové republiky v roce 1955 po vzájemném zápase a okopíroval ji, což pro něj jako syna rukavičkáře nebylo nic těžkého. Rukavici rozebral a překreslil na papír. Když v ní poprvé chytal v ligovém zápase proti Rudé hvězdě Brno, kapitán Rudé hvězdy Slavomír Bartoň protestoval proti jejímu použití – argumentoval, že jde o nepovolenou výstroj. Legendární lapačka shořela v roce 1957 společně se zimním stadionem.